# 3-я Чкаловская военная авиационная школа пилотов
3-я Чкаловская военная авиационная школа пилотов — военное учебное заведение для подготовки лётного состава частей ВВС РККА в 1941 - 1945 годах.

## История
3-й Чкаловская военная авиационная школа пилотов формировалась в сентябре 1941 года на основе Поставской военной авиационной школы пилотов и
Петрозаводской военной авиационной школы пилотов, эвакуированных на восток.
Начальником 3-й Чкаловской авиашколы пилотов назначили бывшего руководителя Поставской ВАШП полковника Тимофеева, Вячеслава Арсеньевича.
3-я Чкаловская военная авиационная школа пилотов готовила специалистов с 15 августа 1941 года по 1 октября 1945 года.
На протяжении всего времени в школе шла напряженная работа. Постепенно налаживался учебный процесс.
Преподаватели требовали от курсантов высокой организованности, собранности, чёткости, внимательности.
До 1943 года школа обучала пилотов экипажей бомбардировочной авиации с самостоятельным налётом примерно 20 часов, в среднем - 25-35 часов.
Срок обучения продолжался 6 - 9 месяцев. 3-я ЧВАШП в 1941-1943 годы подготовила 538 пилотов на бомбардировщики СБ,
из них - 103 отправили на фронт в 1941 году, 424 - выпустили в 1942 году.
В 1943 году пополнили боевые части 111 пилотов. Основным учебным самолётом являлся бомбардировщик СБ.
3-ю ЧВАШП в феврале 1943 года возглавил полковник Виктор Иванович Никитенко
К выпуску лётчиков-штурмовиков в 3-й Чкаловской авиашколе перешли с 1943 года.
С 1943 по 1945 год в 3-й Чкаловской военной авиационной школе пилотов обучалось 702 курсанта на самолёт Ил-2.
В 1943 году выпустили 287, в 1944 -356 , в 1945 году - 59.
Всего за годы войны отправили на фронт 1240 пилотов (Сборник Советская авиация в Великой Отечественной войне 1941-1945 гг. в цифрах. — М. : Просвещение, 1962. — 347 с. — ISBN нет.),  из которых 23 летчика стали Героями Советского Союза.
В мае 1944 года авиашколу перевели в Ворошиловград, где она продолжила подготовку лётчиков, сохранив прежнее название.
В декабре 1945 года 3-ю ЧВАШП расформировали, а ее курсантов и преподавателей перевели в Новосибирскую, Балашовскую,
Ворошиловградскую и другие военные авиационные школы пилотов.

## Начальники
полковник Тимофеев, Вячеслав Арсеньевича.
полковник Виктор Иванович Никитенко
Подготовка летчиков для ВВС Красной армии
Всего за годы войны отправили на фронт 1240 пилотов,  из которых 23 летчика стали Героями Советского Союза.
Известные выпускники:
  Бегельдинов, Талгат Якубекович, 
 Бирюков, Василий Николаевич,
 Вагин Сергей Тимофеевич, 
 Дерябин Алексей Никитович, 
 Головко, Павел Федотович,
 Голчин, Иван Константинович,
 Гофман, Генрих Борисович,
 Зайцев, Борис Михайлович,
 Опрышко, Николай Александрович, 
 Павлов, Лавр Петрович.